# Флаги Ивановской области
Список флагов муниципальных образований Ивановской области Российской Федерации.
На 1 января 2020 года в Ивановской области насчитывалось 143 муниципальных образования — 6 городских округов, 21 муниципальный район, 24 городских и 92 сельских поселения.

## Флаги городских округов
| Флаг | Наименование                                              | Дата утверждения | Номер в ГГР |
| ---- | --------------------------------------------------------- | ---------------- | ----------- |
|      | Флаг муниципального образования «Город Иваново»           | 24 июня 2003     | 1309        |
|      | Флаг муниципального образования «Городской округ Вичуга»  | 28 мая 2009      | 5704        |
|      | Флаг муниципального образования «Городской округ Кинешма» | 20 октября 2010  | 6529        |

| Флаг | Наименование                                              | Дата утверждения | Номер в ГГР |
| ---- | --------------------------------------------------------- | ---------------- | ----------- |
|      | Флаг муниципального образования «Город Кохма»             | 13 мая 2003      | 1493        |
|      | Флаг муниципального образования «Городской округ Тейково» | 25 сентября 2009 | 5742        |
|      | Флаг муниципального образования «Городской округ Шуя»     | 28 мая 2008      | 4514        |

## Флаги муниципальных районов
| Флаг | Наименование                                    | Дата утверждения            | Номер в ГГР |
| ---- | ----------------------------------------------- | --------------------------- | ----------- |
|      | Флаг Верхнеландеховского муниципального района  | 18 октября 2006             | 2623        |
|      | Флаг Вичугского муниципального района           | 21 июня 2007                | 3745        |
|      | Флаг Гаврилово-Посадского муниципального района | 26 декабря 2007             | 3853        |
|      | Флаг Заволжского муниципального района          | 16 марта 2007               | 3248        |
|      | Флаг Ивановского муниципального района          | 11 февраля 2004             | 1427        |
|      | Флаг Ильинского муниципального района           | 24 июня 2009                | 5571        |
|      | Флаг Кинешемского муниципального района         | 8 июля 2008                 | 4269        |
|      | Флаг Комсомольского муниципального района       | 25 октября 2007             | 3812        |
|      | Флаг Лежневского муниципального района          | 2 июля 2009                 | 5573        |
|      | Флаг Лухского муниципального района             | 19 апреля 2005              | 1910        |
|      | Флаг Палехского муниципального района           | 24 июня 2004 27 ноября 2008 | 1507        |

| Флаг | Наименование                             | Дата утверждения                | Номер в ГГР |
| ---- | ---------------------------------------- | ------------------------------- | ----------- |
|      | Флаг Пестяковского муниципального района | 5 июня 2009                     | 5572        |
|      | Флаг Приволжского муниципального района  | 10 июня 2004                    | 1521        |
|      | Флаг Пучежского муниципального района    | 26 мая 2008                     | 4315        |
|      | Флаг Родниковского муниципального района | 25 октября 2002 21 февраля 2006 | 1048        |
|      | Флаг Савинского муниципального района    | 28 мая 2009                     | 5067        |
|      | Флаг Тейковского муниципального района   | 30 января 2008                  | 3994        |
|      | Флаг Фурмановского муниципального района | 29 мая 2006                     | 2384        |
|      | Флаг Шуйского муниципального района      | 3 июня 2009                     | 5013        |
|      | Флаг Южского муниципального района       | 13 апреля 2004                  | 1497        |
|      | Флаг Юрьевецкого муниципального района   | 19 июля 2007                    | 4190        |

## Флаги городских поселений
| Флаг | Наименование                                                                              | Дата утверждения | Номер в ГГР |
| ---- | ----------------------------------------------------------------------------------------- | ---------------- | ----------- |
|      | Флаг Гаврилово-Посадского городского поселения Гаврилово-Посадского муниципального района | 29 мая 2012      | 7787        |
|      | Флаг Заволжского городского поселения Заволжского муниципального района                   | 29 мая 2008      | 4118        |
|      | Флаг Каменского городского поселения Вичугского муниципального района                     | 20 июня 2012     | 7789        |
|      | Флаг Лухского городского поселения Лухского муниципального района                         | 29 ноября 2011   | 7339        |

| Флаг | Наименование                                                              | Дата утверждения | Номер в ГГР |
| ---- | ------------------------------------------------------------------------- | ---------------- | ----------- |
|      | Флаг Наволокского городского поселения Кинешемского муниципального района | 16 февраля 2007  | 3114        |
|      | Флаг Плёсского городского поселения Приволжского муниципального района    | 1 ноября 2010    | 6531        |
|      | Флаг Приволжского городского поселения Приволжского муниципального района | 20 января 2011   | 6760        |
|      | Флаг Юрьевецкого городского поселения Юрьевецкого муниципального района   | 25 сентября 2014 | 3341        |

## Флаги сельских поселений
| Флаг | Наименование                                                                | Дата утверждения | Номер в ГГР |
| ---- | --------------------------------------------------------------------------- | ---------------- | ----------- |
|      | Флаг Васильевского сельского поселения Шуйского муниципального района       | 12 февраля 2019  | 12262       |
|      | Флаг Коляновского сельского поселения Ивановского муниципального района     | 28 июня 2019     | 12527       |
|      | Флаг Марковского сельского поселения Комсомольского муниципального района   | 28 февраля 2019  | 12399       |
|      | Флаг Мытского сельского поселения Верхнеландеховского муниципального района | 19 февраля 2018  | 11760       |
|      | Флаг Новоталицкого сельского поселения Ивановского муниципального района    | 20 мая 2008      | 4149        |
|      | Флаг Озёрновского сельского поселения Ивановского муниципального района     | 12 апреля 2019   | 12440       |

| Флаг | Наименование                                                                | Дата утверждения | Номер в ГГР |
| ---- | --------------------------------------------------------------------------- | ---------------- | ----------- |
|      | Флаг Остаповского сельского поселения Шуйского муниципального района        | 11 июля 2019     | 12423       |
|      | Флаг Парского сельского поселения Родниковского муниципального района       | 18 апреля 2018   | 11876       |
|      | Флаг Решемского сельского поселения Кинешемского муниципального района      | 14 марта 2017    | 11400       |
|      | Флаг Семейкинского сельского поселения Шуйского муниципального района       | 3 сентября 2019  | 12529       |
|      | Флаг Талицко-Мугреевского сельского поселения Южского муниципального района | 27 марта 2020    | 13241       |
|      | Флаг Филисовского сельского поселения Родниковского муниципального района   | 16 июня 2018     | 11967       |

## Упразднённые флаги
| Флаг | Наименование                                                           | Дата утверждения | Дата отмены      |
| ---- | ---------------------------------------------------------------------- | ---------------- | ---------------- |
|      | Флаг муниципального образования «Городской округ Тейково»              | 29 сентября 2006 | 25 сентября 2009 |
|      | Флаг Комсомольского муниципального района                              | 30 ноября 2006   | 25 октября 2007  |
|      | Флаг Плёсского городского поселения Приволжского муниципального района | 12 апреля 2010   | 1 ноября 2010    |

| Флаг | Наименование                                                                | Дата утверждения | Дата отмены      |
| ---- | --------------------------------------------------------------------------- | ---------------- | ---------------- |
|      | Флаг Юрьевецкого городского поселения Юрьевецкого муниципального района     | 23 марта 2007    | 25 сентября 2014 |
|      | Флаг Новоталицкого сельского поселения Ивановского муниципального района    | 10 октября 2007  | 20 мая 2008      |
|      | Флаг Талицко-Мугреевского сельского поселения Южского муниципального района | 25 февраля 2019  | 27 марта 2020    |